# Francesco Barberini (1597-1679)
Pour les articles homonymes, voir Barberini et Francesco Barberini.
Ne doit pas être confondu avec Francesco Barberini (1662-1738).
Francesco Barberini, né le 23 septembre 1597 et mort le 10 décembre 1679, est un cardinal de l'Église catholique romaine, membre de la grande famille des Barberini et neveu du pape Urbain VIII. Il a notamment donné son nom à l'ivoire Barberini, qui lui fut offert par Nicolas-Claude Fabri de Peiresc à Aix-en-Provence en 1625.

## Biographie
Francesco Barberini naît le 23 septembre 1597 à Florence de Carlo Barberini et Costanza Magalotti.
Il étudie à l'université de Pise où il obtient un doctorat en droit civil et en droit canonique en 1623. Il est alors appelé à Rome par son oncle, le nouveau pape Urbain VIII.
Il est créé cardinal lors du consistoire du 2 octobre 1623 avec le titre de cardinal-diacre de Sant'Agata dei Goti. Il est nommé légat à Avignon, position qu'il garde jusqu'en 1633. C'est dès 1623 encore qu'Urbain VIII le fait cardinal-neveu, l'équivalent d'un secrétaire d'État.

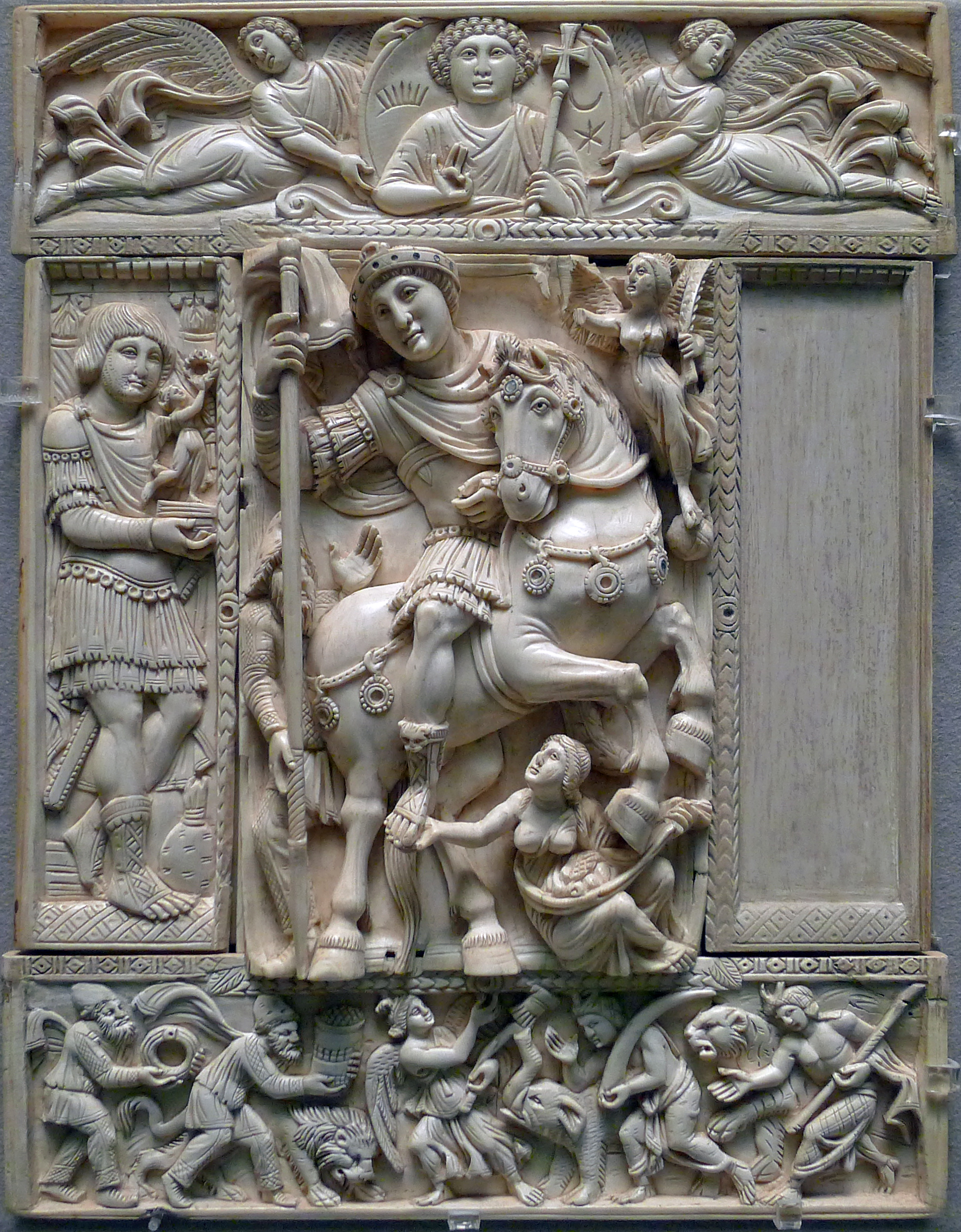
L'ivoire Barberini, musée du Louvre

Il fut cardinal-légat d'Avignon de 1623 à 1633 et eut comme successeur son frère Antonio Barberini qui assuma cette charge jusqu'en 1644. Ils établirent leur résidence d'été à Mazan, au pied du Mont Ventoux. À cette époque il reçoit un très bel ivoire, offert par Nicolas-Claude Fabri de Peiresc à Aix-en-Provence et aujourd'hui connu sous le nom d'ivoire Barberini.
En septembre 1624, il demande au recteur Raccagna de faire savoir aux juifs du Comtat Venaissin que dorénavant ils n'auront plus le droit d'habiter en dehors des carrières de Cavaillon, Carpentras et l'Isle sur la Sorgue.
De mars à décembre 1625, il est envoyé comme légat a latere en France auprès du cardinal Richelieu pour négocier un règlement de la question de la Valteline dans une ambitieuse médiation entreprise par Urbain VIII entre la France et l'Espagne. Il poursuit sa mission comme légat en Espagne, mais elle se solde par un échec.
À partir de 1628, il a la charge effective de la politique étrangère de l'État pontifical et tout en respectant formellement une politique de neutralité, il montre un sentiment clairement profrançais dans la succession de Monferrato et la guerre de Trente Ans.
En 1633, déchargé de sa légation d'Avignon, il devient légat d'Urbino. La même année membre du tribunal d'inquisition chargé de juger Galilée en 1633, il est l'un des deux cardinaux-inquisiteurs à refuser de signer la sentence condamnant le savant, prenant la tête du parti qui prône la clémence.
Il accède en 1645 à l'épiscopat avec le siège suburbicaire de Sabine.
Les investigations menées à la demande du nouveau pape Innocent X (1644-1655) contre les détournements pratiqués par les Barberini le contraignent à fuir en France en 1646 avec son frère Taddeo : ils y rejoignent leur autre frère, le cardinal Antonio Barberini, et bénéficient de la protection du cardinal Mazarin.
En 1648, le pape leur accorde son pardon et leur restitue les biens confisqués, dont leur palais romain. Rentré à Rome, Francesco Barberini limite dès lors son activité politique et se consacre au mécénat. Il fonde une riche bibliothèque, et accueille de nombreux intellectuels et artistes européens de passage à Rome, tels que Gabriel Naudé, Gérard Vossius, John Milton, Anna Maria Vaiani, etc. Son artiste favori était Le Bernin. Barberini était savant dans les langues anciennes et orientales. Le catalogue de sa bibliothèque, imprimé à Rome en 1681, 2 vol. in-fol., est lui-même un livre devenu rare. Il a laissé une traduction italienne, du grec, de l'empereur Marc Aurèle, où il n'a pas mis son nom, et qui a été imprimée sous ce titre : I dodici Libri di Marco Aurelio Antonino imperadore, di se stesso, ed a se stesso, con varie lezioni di testi greci, etc., Rome, 1667, in-8° ; 1675, in-12.
Doyen du Collège des cardinaux, il participe aux conclaves de 1667, 1669 - 1670 et 1676.

## Succession apostolique
Francesco Barberini a ordonné les évêques suivants :
- Archevêque Fabrizio Campana, O.S.B. (1651)
- Cardinal Marzio Ginetti (1653)
- Évêque Ulisse Orsini (1654)
- Évêque Marcello Anania (1654)
- Cardinal Carlo Gualterio (1654)
- Évêque Flaminio Marcellino (1655)
- Évêque Bonifacio Agliardi (it), C.R. (1655)
- Évêque Ettore Molza (1655)
- Archevêque Pietro Martínez y Rubio (it) (1657)
- Évêque Alessandro Pallavicini, O.S.B. (1660)
- Évêque Richard de Sade (1660)
- Cardinal Stefano Brancaccio (1660)
- Évêque Diego Castiglione Morelli (1662)
- Évêque Jean-Baptiste de Strambino (de), O.F.M. (1662)
- Évêque Giovanni Paolo Garzoni (1663)
- Évêque Stefano Spinola, C.R.S. (1664)
- Évêque Michelangelo Bonadies (it), O.F.M. (1665)
- Évêque Jean-Baptiste de Sade (1666)
- Évêque Antonio Marinari (en), O.Carm. (1667)
- Évêque Charles-Joseph de Suarès (1667)
- Évêque Andrea Tontoli (1667)
- Archevêque Giacomo Lenza, O.S.B. (1667)
- Archevêque Giovanni Evangelista Parzaghi, O.F.M. (1669)
- Évêque Tommaso d'Aquino (en), C.R. (1670)
- Évêque Andrea Tamantini (1670)
- Évêque Nikola Spanić (en) (1673)
- Évêque Francesco Maria Rini (it), O.F.M. (1674)
- Évêque Ottaviano della Rovere (en), B. (1675)
- Évêque Giacomo Fantuzzi (1677)
- Évêque Francesco Crisolini (1678)
- Évêque Angelo Grimaldi (en), O.P. (1679)